# Vân Dung
Lê Vân Dung (sinh ngày 11 tháng 10 năm 1975), thường được biết đến với nghệ danh Vân Dung, là một nữ diễn viên kiêm nghệ sĩ hài người Việt Nam. Bà được công chúng biết đến từ khi tham gia chương trình "Đời cười" của Nhà hát Tuổi trẻ, tiếp đó là Gặp nhau cuối năm, Gặp nhau cuối tuần và Gala cười của Đài Truyền hình Việt Nam.

## Tiểu sử
Vân Dung có tên đầy đủ là Lê Vân Dung, sinh ngày 11 tháng 10 năm 1975 tại tỉnh Thái Nguyên, nhưng quê gốc ở huyện Triệu Sơn, tỉnh Thanh Hóa, trong một gia đình làm nghệ thuật, cha là đạo diễn, mẹ là diễn viên. Từ năm lên lớp 2, cả gia đình bà chuyển xuống Hà Nội sinh sống.
Năm 1992, khi 17 tuổi, bà từng tham gia cuộc thi Hoa hậu Toàn quốc Báo Tiền Phong (tên cũ của cuộc thi Hoa hậu Việt Nam) và lọt vào Top 15. Sau cột mốc đó, bà bén duyên với làng nghệ sĩ và trở thành diễn viên gắn bó với sự nghiệp diễn hài.

## Sự nghiệp

#### Gala cười
2003
- Chuyện Của Sếp cùng với Phạm Bằng, Quốc Khánh, Quang Thắng.

2004
- Tế Gà cùng với Quang Thắng, Tự Long.
- Kẻ Cắp Gặp Bà Già cùng với Quang Thắng, Xuân Bắc.

2005
- Phép Lạ cùng với Đức Thịnh, Bá Anh, Quỳnh Dương.
- Chuyện Hoa Hồng cùng với Quang Thắng, Công Lý.

2006
- Con tàu của những tiếng cười

2007
- Vi trùng quý hiếm cùng với Phạm Bằng, Quang Thắng, Tự Long.

2010
- Từ Thức Gặp Nạn cùng với Minh Vượng, Công Lý, Tự Long, Quang Thắng.

2012
- Trộm Ngày cùng với Xuân Bắc, Quang Thắng, Tự Long.

2013
- Tình Bạn cùng với Quang Thắng, Đức Thịnh, Hiếu Hiền.

2014
- Bão Trong Nhà cùng với Quang Tèo, Quang Thắng.

2015
- Chọn Tên Cho Con cùng với Quang Thắng, Tự Long.

2016
- Tế gà cùng với Công Lý, Quang Thắng.

2017
- Ông Tơ Bà Nguyệt cùng với Xuân Hinh, Thanh Thanh Hiền, Công Lý.

2018
- Tứ Đại Đồng Đường cùng với Tự Long, Công Lý, Quang Thắng, Xuân Bắc.

2019
- Bố Thuê cùng với Tự Long, Xuân Bắc, Quang Thắng.

2021
- Mua Hàng Cuối Năm cùng với Quang Thắng, Mạnh Dũng (Dũng "hớn"), Thái Sơn, Quang Thọ, Long Vũ.

2022
- Rừng Xanh cùng với Quang Thắng, Đỗ Duy Nam, Hà Trung (Trung "Ruồi"), Mạnh Dũng (Dũng "hớn"), Đức Châu, Việt Bắc, Dương Anh Đức, Thái Dương.

2023
- Ai là người hạnh phúc cùng với Quang Thắng, Lý Chí Huy, Thái Sơn.

#### Xuân Phát Tài
| Năm  | Tên tiểu phẩm   | Cùng với                                             |
| ---- | --------------- | ---------------------------------------------------- |
| 2017 | Bí mật của mẹ   | Xuân Bắc, Quang Thắng, Tự Long                       |
| 2018 | Chờ Khách       | Tự Long, Quang Thắng, Công Lý, Quốc rối, Dũng bánh   |
| 2019 | Giàu rồi        | Xuân Bắc, Tự Long, Quang Thắng, Quốc rối, Dũng bánh  |
| 2020 | Môn đăng hộ đối | Xuân Hinh, Thanh Thanh Hiền, Quang Thắng, Trung ruồi |

#### Phim truyền hình
- Cha tôi và hai người đàn bà trong vai Lễ tân
- Giấc mơ hoa (1996) trong vai Huyền.
- Cửa hàng Lopa (1998) trong vai vợ Đình.
- Series Cảnh sát hình sự: Từ đen đến trắng (2000) trong vai vợ Minh.
- Những người độc thân vui vẻ (2008) trong vai Mai Lệ.
- Tết cháy Osin (2010) trong vai Vui.
- Tháng củ mật (2011) trong vai Đào.
- Lời nói dối ngọt ngào (phim Tết Nguyên Đán 2016) trong vai Dung "loe".
- Ghét thì yêu thôi (2017) trong vai Diễm.
- Người phán xử (tiền truyện) trong vai Mụ Quắm.
- Yêu thì ghét thôi (Ghét thì yêu thôi 2) (2018) trong vai Diễm.
- Những nhân viên gương mẫu (2019) trong vai Bà Uyên.
- Những ngày không quên (2020) trong vai Dung.
- Hướng dương ngược nắng (2020-2021) trong vai Bà Diễm Loan.
- 11 tháng 5 ngày (2021) trong vai Bà Vân.
- Chồng cũ, vợ cũ, người yêu cũ (2022) trong vai Bà Thanh (mẹ Cẩm Giang).
- Người một nhà (2024) trong vai Bà Thư.
- Có anh, nơi ấy bình yên (2025) trong vai Bà Nga.

#### Phim điện ảnh
- Quỷ cẩu (2023) trong vai Bà Thúy.
- Quỷ nhập tràng (2025)

#### Sitcom
- Gái ngoan truyền kỳ
- Bó tay.kom
- Làm giàu không khó

#### Gặp nhau Cuối năm
| Năm  | Vai trò           | Ghi chú           |
| 2003 | Táo Xã Hội        |                   |
| 2004 | Táo Dược Phẩm     |                   |
| 2005 | Táo Y Tế          |                   |
| 2006 | Táo Y Tế          |                   |
| 2007 | Táo Kinh Tế       |                   |
| 2008 | Táo Báo chí (giả) |                   |
| 2009 | Táo Tiêu dùng     |                   |
| 2010 | Táo Cộng đồng     |                   |
| 2011 | Táo Điện Lực      |                   |
| 2012 | Táo Y tế          |                   |
| 2013 | Táo Dân Sinh      | [note 1]          |
| 2014 | Táo Y tế          |                   |
| 2015 | Táo Thủy          |                   |
| 2016 | Táo Giáo dục      |                   |
| 2017 | Táo Giáo dục      |                   |
| 2018 | Táo Y tế          |                   |
| 2019 | Táo Xã Hội        |                   |
| 2020 | Thị Mầu           | Không có Táo quân |
| 2021 | Táo Y tế          |                   |
| 2022 | Táo Xã Hội        |                   |
| 2023 | Táo Y tế          |                   |

#### Các tiểu phẩm khác
- Ghen
- Cuộc thi hát
- Khách thuê nhà
- Râu quặp
- Tiền ơi (với Xuân Bắc)
- Bu thằng Bời

#### Gameshow
- Chết cười (VTV3) - Tập 6 (7/3/2015)
- Ký ức vui vẻ (mùa 2): Tập 5, đội thập niên 80
- Lời tự sự: VTV3
- Cuộc hẹn cuối tuần: VTV3 tham gia với tư cách khách mời cùng Quang Thắng
- Cơ hội đổi đời: HTV7 (người chơi) tập 11
- Khách sạn 5 sao: VTV3 (khách mời)
- Người đi xuyên tường (mùa 1): Tập 1 (người chơi)

## Gia đình
Vì cuộc sống nghề nghiệp, Vân Dung chọn sống ở Hà Nội còn chồng bà công tác tại Sài Gòn. Hai vợ chồng bà xa nhau đã hơn 8 năm và có với nhau một con trai chung. Con trai bà là Nguyễn Long Vũ, tên ở nhà là Nhím, sinh ngày 28 tháng 11 năm 2001, là một diễn viên (tốt nghiệp Đại học SKĐA Hà Nội) và đã từng góp mặt trong một số bộ phim giờ vàng trên sóng VTV như: Đi giữa trời rực rỡ, Lối nhỏ vào đời, Gia đình mình vui bất thình lình, Cuộc chiến không giới tuyến và Không ngại cưới chỉ cần một lý do.